# جاك دونوفان
جاك دونوفان (بالإنجليزية: Jack Donovan)‏ هو كاتب مقالات وكاتب أمريكي، ولد في 23 أكتوبر 1974.

## وصلات خارجية
- الموقع الرسمي